# Marie Mineur
Pour les articles homonymes, voir Mineur.

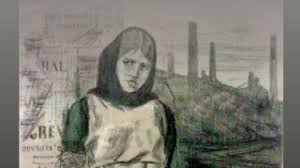
Héliogravure de Félicien Rops représentant une gréviste en 1875 et adoptée pour illustrer symboliquement la biographie de Marie Mineur puis le prix Marie Mineur.

Marie Mineur, née le 30 septembre 1831 à Hodimont et morte à Thimister le 18 mai 1923, est une ouvrière de l'industrie textile de Verviers.
C'est une des premières militantes féministes belges, investie dans la lutte pour l'amélioration des conditions de travail des femmes et des enfants.

## Contexte
Marie Mineur voit le jour à Verviers, en 1831. Il y alors a beaucoup d’usines lainières à Verviers et la vie est particulièrement difficile pour les ouvriers, qui travaillent 12 heures par jour et 6 jours par semaine. Ils commencent à 5 heures du matin, hommes, femmes et enfants, parfois âgés de 7 ans à peine. Les conditions de travail sont dangereuses et il y a beaucoup d’accidents de travail. La sécurité sociale n’existe pas. L’école ou l'instruction ne sont pas obligatoires. Les ouvriers ne savent ni lire, ni écrire, ni calculer. Toutes les 7 maisons, il y a un café. Il y a beaucoup d’alcoolisme chez les ouvriers  à Verviers parce que leur  vie est très dure.

## Jeunesse
Marie Mineur naît le 30 septembre 1831, à Hodimont (Verviers). Son père Pierre-François Mineur est un ouvrier teinturier, et sa mère Marie Rogister est ménagère. Pierre-François Mineur meurt quand sa fille a 5 ans. Devenue veuve, sa mère commence à travailler à l’usine. Elle amène sa fille, à 4 heures du matin, chez une vieille dame qui la garde jusqu’à 20 heures. Celle-ci va à l’école chez les sœurs et elle reçoit des rudiments d’instruction. À 8 ans, Marie Mineur commence à travailler à l’usine.

## Vie adulte
Marie Mineur se marie en 1849 à 17 ans avec Jean-Joseph Bastin, métallurgiste. Elle est alors journalière, mais occupe au cours de sa vie de multiples emplois : couturière, blanchisseuse, servante... Elle déménage plusieurs fois (rue Xhavée, rue Gérardchamps, puis de nouveau rue Xhavée). En 1866, le couple se sépare, et Marie Mineur est à ce moment couturière. Ils se retrouvent en 1880. Jean-Joseph Bastin décède en 1882 lorsque Marie Mineur a 50 ans. Elle épouse ensuite un tisserand du nom de Jean-François Maréchal.

## Engagement dans la lutte ouvrière
Marie Mineur commence à militer au début des années 1870, après les événements de la Commune de Paris de 1871. Elle crée la section féminine de la Première internationale, section qui compte 300 adhérentes en 1873 et qui reste active jusqu'en 1878. Douée pour la prise de parole en public, elle intervient durant tout son engagement militant pour de nombreux meetings tout d'abord dans la région verviétoise puis au delà, tout d'abord en faveur de l'engagement et l'émancipation des femmes, puis à partir de la fin des années 1870, également en faveur de la lutte anticléricale et pour la laïcité.
En février 1872, Marie Mineur rejoint la Société libre de secours mutuels des femmes qui est la première organisation féminine affiliée à l’Association internationale des travailleurs (AIT) en Belgique par le biais de la Fédération de la vallée de la Vesdre.
Elle contribue au journal Le Mirabeau dans lequel elle témoigne des multiples difficultés des ouvriers. À partir de l'année 1873, elle y rédige les appels mensuels destinés aux femmes et y parle également de lutte laïque et contre la religion.
Elle fait partie de plusieurs cercles et organisations au cours de sa carrière militante. Elle fait partie des membres fondateurs de l'Athéisme, un cercle de libre-penseurs verviétois. Elle est la seule femme des six membre du comité des Ouvriers solidaires, organisation qui réalise des cours d'instruction laïques pour les enfants.
Elle s’investit, pendant des années, dans la lutte contre le travail des enfants et pour de meilleures conditions de travail des ouvriers. En 1888, elle lance l'initiative des fêtes laïques de la jeunesse de Wallonie. Dans ses discours, elle appelle les femmes à s’associer et à être solidaires pour être plus fortes dans leurs luttes. Elle prône également des idées laïques.
Sa dernière trace d'une activité militante remonte à 1897, lors du vingtième anniversaire de l'Athéisme auquel elle participe. Elle meurt en 1923. Déjà oubliée lors de son décès, aucune ligne ne lui est dédiée dans les nécrologies de l'époque, y compris celles du mouvement ouvrier.

## Postérité
Le nom d'un groupe féministe fondé dans les années 1970 à La Louvière, les Marie Mineur, lui rend hommage.
Depuis 2018, le prix Olympe de Gouges décerné par la ville de Verviers est renommé en son honneur pour récompenser une Verviétoise.
Le 9 mars 2024, un buste en bronze à son image est inauguré place de la Victoire à Verviers.